# راماليس دي لا فيكتوريا
بلدية راماليس دي لا فيكتوريا (بالإسبانية: Ramales de la Victoria)‏، هي إحدى بلديات منطقة كانتابريا, المصنفة على أنها مقاطعة أيضاً، في شمال إسبانيا.
يبلغ عدد سكانها 2.231 نسمة وفقاً لإحصائية سنة (2002).

## أعلام
- غونزالو كولسا